# Grote Prijs van de Etruskische Kust 2005
De Grote Prijs van de Etruskische Kust 2005 (Italiaans: Gran Premio Costa degli Etruschi 2005) was een wielrenwedstrijd die werd gehouden op zaterdag 6 februari in Italië. De wedstrijd, de opening van het Italiaanse wielerseizoen, ging over 191 kilometer van San Vincenzo naar Donoratico en werd gewonnen door sprinter Alessandro Petacchi.

## Uitslag
| Grote Prijs van de Etruskische Kust 2005 |                       |                   |            |
| Plaats                                   | Naam                  | Ploeg             | Tijd       |
| Winnaar                                  | Alessandro Petacchi   | Fassa Bortolo     | 5u 19' 24" |
| 2                                        | Luciano Pagliarini    | Liquigas-Bianchi  | z.t.       |
| 3                                        | Francesco Chicchi     | Fassa Bortolo     | z.t.       |
| 4                                        | Paride Grillo         | Ceramiche Panaria | z.t.       |
| 5                                        | Enrico Degano         | Team Barloworld   | z.t        |
| 6                                        | Daniele Bennati       | Lampre-Caffita    | z.t.       |
| 7                                        | Krzysztof Szczawinski | Ceramiche Panaria | z.t.       |
| 8                                        | Crescenzo D'Amore     | Acqua & Sapone    | z.t.       |
| 9                                        | Patrick Calcagni      | Liquigas-Bianchi  | z.t.       |
| 10                                       | Giosuè Bonomi         | Lampre-Caffita    | z.t.       |
|                                          |                       |                   |            |
| 29                                       | Kevin De Weert        | Quick Step        | z.t.       |
| 58                                       | Addy Engels           | Quick Step        | z.t.       |

1997 · 1998 · 1999 · 2000 · 2001 · 2002 · 2003 · 2004 · 2005 · 2006 · 2007 · 2008 · 2009 · 2010 · 2011 · 2012 · 2013 · 2014 · 2015 · 2016 · 2017